# Orbitalni utor
Orbitalni utor (eng. orbital slot) je parkirališno mjesto za satelite u geosinkronoj i geostacionarnoj orbiti. Broj utora je ograničen jer je geosinkrona orbita oskudni resurs pa se ova nekretnina dodjeljuje po ključu. Problem oskudnosti prepoznat je davno, još 1960-ih godina. Počelo je kao mjera za upravljanje spektrom. Međunarodna zajednica se složila da se dodjela utora u pojasu geosinkrone orbite regulira putem Međunarodne telekomunikacijske unije (ITU). Stoga svaka tvrtka ili država koja namjerava lansirati satelit u geosinkronu orbitu mora se prvo prijaviti ITU-u da bi dobila slobodni orbitni utor. Popularna i mjesta "leta" iznad Sjeverne Amerike, Europe i Istočne Azije tražena su jer je otamo većina korisnika i zemalja koje su u mogućnosti lansirati satelite. Vremenom su utori iznad tih regija toliko zagušeni da je ostalo malo ili gotovo ništa slobodnih mjesta novim sudionicima. ITU telekomunikacijskim operaterima dodjeljuje utore. Mjesto ništa ne košta i ono dodjeljuje po načelu "tko prvi dođe, prvi dobiva". Prioritet ima onaj tko se prije prijavio za slobodni utor. Dodijeljeni utor ne postaje trajno vlasništvo operateru niti dolazi s pravom vlasništva na predjele vanjskog svemira, ali operater zato dobiva isključiva prava na utor dokle god je životni vijek satelita, što je obično 15-ak godina. Praksa je da operateri se stalno zapisuju za isto mjesto i nadomjeste stare satelite novim, pa tako tko se na vrijeme zabilježio, ima ga unedogled.
Regulirano međunarodnim svemirskim pravom i međunarodnim telekomunikacijskim zakonima da bi se zaštitilo od ikakva upletanja. Prema Ugovoru o svemiru iz 1967. godine i običajnom pravu, vrijedi načelo neprisvajanja i lobode pristupa orbitalnim pozicijama.
Telekomunikacijske satelite parkira se uglavnom u geostacionarnu orbitu jer zbog njenih osobina mogu biti na istoj točki na nebu, pa zemaljske satelitske postaje ih imaju kao stabilne točke što omogućuje neprekidnu uslugu. Postoji ograničenje koliko smije biti slobodnih mjesta u geostacionarnoj orbiti. Smije ih biti najviše tisuću i osamsto, zbog obvezne sigurnosne udaljenosti između satelita od dva stupnja odnosno tisuću kilometara, radi izbjegavanja sudara i interferencija.
Većina objekata lansiranih u svemir su sateliti u Zemljinoj orbiti, a vrlo mali dio je poslan u vanjski svemir za istraživanje svemira, dalje od Zemljinih orbita. Bitno je naglasiti da orbita nije nešto što postoji kao cesta na Zemlji, nego je to samo putanja po zamišljenoj krivulji koje se sateliti drže jer ih tu drže opći zakoni gravitacije. Sateliti sinkroni sa Suncem stalno lete iznad neke lokacije u isto vrijeme po lokalnom vremenu i te se satelite koristi za daljinska istraživanja, meteorologiju ili proučavanje atmosfere. Geostacionarni su smješteni u vrlo visoku orbitu i prividno su nepokretni jer su stalno na istoj točki po okomici iznad zemaljske točke. Te se satelite primjenjuje za telekomunikacije i RTV difuziju.